# Stade Félix-Houphouët-Boigny
Le Stade Félix-Houphouët-Boigny, surnommé « Le Félicia », est le premier stade national multifonctionnel (football, rugby, athlétisme) de Côte d'Ivoire, du nom du premier Président de la Côte d'Ivoire, Félix Houphouët-Boigny. Situé dans la commune du Plateau d'Abidjan, sa capacité d'accueil précédente est de 35 000 places,. Il accueille les matchs de l'Équipe Ivoirienne de football, ainsi que certains matchs du championnat national de football.
Après sa rénovation à partir de 2020, le Félicia s'est étendu à une capacité d'accueil de 35 000 places à  40 000 places assises. Les travaux d'extension sont entrepris par Mota Engil dans le cadre de l'organisation de la CAN 2023.

## Histoire
En 1964, afin d'organiser les Jeux d'Abidjan, le stade, anciennement appelé stade Géo-André, prend le nom du président Félix Houphouët-Boigny et bénéficie d'une modernisation.
Progressivement, il s'impose comme le stade national, celui de l'ASEC Mimosas, de l'Africa Sports, du Stade d'Abidjan, du Stella Club et de l'Équipe Ivoirienne de football.

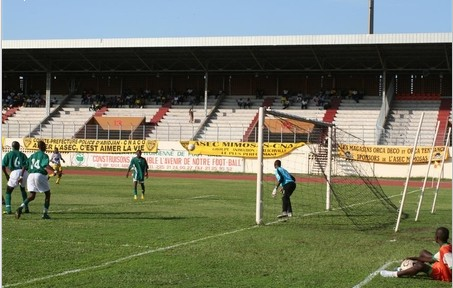
Un match de MTN Ligue 1 au Félicia

En 1984, avec le stade de la Paix de Bouaké, le stade Houphouët-Boigny accueille la Coupe d'Afrique des nations de football. En 2009, après une rénovation complète (entre autres, pelouse, gradins ou encore salle de soins), le stade accueille le Championnat d'Afrique des Nations.

## Structure

### Première rénovation
En 1984, le Félicia fait partie des deux stades retenus (avec le stade de Bouaké) pour l’organisation de la Coupe d’Afrique des Nations 1984.
À cette occasion, il subit sa première véritable transformation avec deux tribunes couvertes (tribune officielle et tribune latérale) et 30.625 places. À partir de là, le Félicia devient le lieu de prédilection de toutes les grandes compétitions sportives ivoiriennes (football, rugby et athlétisme). 

### Deuxième rénovation
En 2009, à la faveur du premier Championnat d’Afrique des Nations dont la Côte d’Ivoire obtient l’organisation, le Félicia est retenu pour cette compétition. Deux milliards de FCFA (3.048.980€) sont dégagés pour sa rénovation. De deux vestiaires, on passe à quatre et le nombre de places passe également à 35.123. Sa pelouse naturelle est renforcée, mais garde ses dimensions de 105 mètres de long sur 68 mètres de large. Une loge présidentielle est même construite, assortie d’un ascenseur de trois niveaux. 

### Troisième rénovation
Bâtie sur une superficie de 5,43 hectares, le Félicia a une capacité de 29 000 places contre 40 000 avant la récente rénovation qui a été entreprise dans le but d’accueillir la CAN. Les gradins peints aux couleurs nationales sont constitués de virages, de la tribune lagunaire, de la tribune latérale, d'une tribune officielle et d'une loge présidentielle, VIP et VVIP.
Le stade comprend une salle de presse, une salle de contrôle antidopage, une salle VIP, une salle de soin, des bureaux d'arbitres, une salle de massage, quatre vestiaires, et un écran vidéo de 16,50 mètres sur 5,70 mètres.
Certaines parties du stade souffrent cependant d'un entretien inadéquat, l’éclairage du stade via les écrans led qui donne un effet brouillard, la pelouse, qui est l'objet d’inquiétudes et fortement critiqué par des observateurs du sport.

## Événements

### Drame
Le 29 mars 2009, lors de la rencontre Côte d'Ivoire-Malawi, le portail d'accès à une tribune virage du stade cède sous la pression de supporteurs possédant leurs droits d'entrée et frustrés de ne pouvoir investir le stade avant le coup d'envoi de la rencontre. Une bousculade s'ensuit, causant la mort de 19 personnes par piétinement et faisant plus de 130 blessés.

### CAN 2023
Le « Félicia » fait partie des six stades retenus pour abriter les matchs de la CAN 2023 et a accueilli, à ce titre, les compétitions de la Poule B.
DIDI B
Le 3 mai 2025, Diyilem Bassa, connu sous le nom de "Didi B" se produit au stade pour un concert historique. Le concert a été une véritable célébration, avec une ambiance électrisante et des performances mémorables. Des vidéos capturant l’énergie de l’événement sont disponibles sur diverses plateformes, offrant un aperçu de cette soirée inoubliable.